# Ouzinkie
Ouzinkie es una ciudad ubicada en el borough de Isla Kodiak en el estado estadounidense de Alaska. En el Censo de 2010 tenía una población de 161 habitantes y una densidad poblacional de 8,46 personas por km².

## Geografía
Ouzinkie se encuentra en las coordenadas 57°55′30″N 152°27′42″O / 57.92500, -152.46167. Según la Oficina del Censo de los Estados Unidos, Ouzinkie tiene una superficie total de 19.03 km², de la cual 14.14 km² corresponden a tierra firme y (25.67%) 4.88 km² es agua.

## Demografía
Según el censo de 2010, había 161 personas residiendo en Ouzinkie. La densidad de población era de 8,46 hab./km². De los 161 habitantes, Ouzinkie estaba compuesto por el 10.56% blancos, el 0% eran afroamericanos, el 79.5% eran amerindios, el 0.62% eran asiáticos, el 0% eran isleños del Pacífico, el 0% eran de otras razas y el 9.32% pertenecían a dos o más razas. Del total de la población el 1.86% eran hispanos o latinos de cualquier raza.